# Wiesław Przygoda
Wiesław  Andrzej  Przygoda (ur. 25 grudnia 1962 w Starachowicach) – polski duchowny katolicki, teolog, profesor nauk teologicznych, profesor nadzwyczajny na Wydziale Teologii Katolickiego Uniwersytetu Lubelskiego Jana Pawła II, kanonik honorowy Kapituły Kolegiackiej św. Bartłomieja w Opocznie.

## Życiorys
W 1987 ukończył studia w Wyższym Seminarium Duchownym w Sandomierzu i przyjął święcenia kapłańskie. W 1990 otrzymał stopień licencjata. Doktorat obronił w 1993, a habilitację w 2005. W 2013 uzyskał tytuł naukowy profesora nauk teologicznych.
Specjalizuje się w organizacji duszpasterstwa, teologii pastoralnej. Pełni funkcję kierownika Katedry Prakseologii Pastoralnej w Instytucie Teologii Pastoralnej i Katechetyki Katolickiego Uniwersytetu Lubelskiego Jana Pawła II. W latach 2005–2014 zajmował stanowisko kierownika Katedry Teologii Charytatywnej KUL. Od 2009 do 2013 był redaktorem naczelnym "Roczników Pastoralno-Katechetycznych". Od 2010 jest prezesem Polskiego Towarzystwa Pastoralistów (w latach 2007-2010 był jego wiceprezesem).
Jest członkiem European Society for Catholic Theology, Lubelskiego Towarzystwa Naukowego i Polskiego Towarzystwa Teologicznego Oddział w Radomiu. Od 2021 jest konsultorem Komisji Duszpasterstwa Konferencji Episkopatu Polski.

## Ważniejsze publikacje
- Funkcja charytatywna Kościoła po Soborze Watykańskim II (1998)
- Posługa charytatywna Kościoła w Polsce: studium teologiczno-pastoralne (2004)
- Apostolski wymiar wolontariatu charytatywnego w Polsce: studium teologiczno-pastoralne na podstawie badań wolontariuszy z parafialnych zespołów Caritas (2013)